# Crni nosorog
Crni nosorog (Diceros bicornis) je veliki sisavac iz reda neparnoprstaša koji naseljava istočne i središnje dijelove Afrike, uključujući Keniju, Tanzaniju, Kamerun, Južnu Afriku, Namibiju, Botsvanu i Zimbabve. Iako u nazivu stoji "crni", ovi su nosorozi zapravo sive boje kože.

## Podvrste
Postoje četiri podvrste crnih nosoroga:
- Najbrojniji su crni nosorozi koji nastanjuju Mozambik, Južnoafričku Republiku, središnju Tanzaniju i Zambiju (Diceros bicornis minor).
- Jugozapadni crni nosorozi (Diceros bicornis bicornis) bolje su prilagođeni načinu života u sušnim i polusušnim savanama Namibije, južne Angole, zapadne Bocvane i zapadne Južnoafričke Republike.
- Istočnoafrički crni nosorozi (Diceros bicornis michaeli) su u prošlosti naseljavali južni Sudan, Etiopiju, Somaliju na jug sve do Kenije i sjeverne Tanzanije. Danas pretežno žive na prostoru Tanzanije.
- Zapadnoafrički crni nosorozi (Diceros bicornis longipes) su živjeli u velikom dijelu zapadne Afrike. Sve do nedavno, samo nekoliko jedinki je obitavalo u sjevernom Kamerunu, ali 7. srpnja 2006. godine Međunarodna unija za očuvanje prirode (IUCN) objavila je da je podvrsta pred izumiranjem, da bi 2013. godine i službeno bila proglašena izumrlom.[1]

## Izgled
Odrasli crni nosorog u ramenima ima 147–160 centimetara i dugačak je od 3,3 do 3,6 metara. Odrasli su teški od 800 do 1400 kilograma, a ženke su manje od mužjaka. Dva roga načinjena od keratina polaze od lubanje, prednji je duži (oko 50 cm, maksimalna dužina izmjerena iznosila 140 cm). Stražnji rog, koji je kraći, dužine je oko 18 centimetara. Ponekad se može formirati i treći, najmanji rog. Rogovi služe za obranu, zastrašivanje, iskopavanje korijenja i lomljenja granja prilikom jedenja. Boja kože ovisi o uvjetima u samom tlu gdje se nosorozi valjaju, pa zbog toga nijedan "crni" nosorog nije zapravo crn, nego siv.
Crni nosorozi su manji od bijelih i imaju gornju i donju usnu dugu i gipku kojom grabe lišće i mladice grmova. Bijeli nosorozi, koji su veći i svjetlije sive boje kože, imaju usne u obliku kvadrata (neki ih stoga zovu širokousni), pogodne za jedenje trave. Također se međusobno razlikuju po tome što crni nosorozi imaju manju lubanju i uši, kao i po tome što nemaju upadljivu izbočinu na ramenima kao bijeli nosorozi.
Najomiljenija boravišta crnog nosoroga su slobodne ravnice, savane, šikare i močvare. 
Izbjegavaju guste šume. Mogu se prilagoditi životu na visini do 2000 metara.

## Razmnožavanje
Odrasli su samotnjaci i jedino u tijeku sezone parenja se mogu mužjak i ženka vidjeti zajedno. Parenje nije strogo sezonski određeno, ali u sušoj okolini ženke teže kote nego pri kraju kišne sezone.
Trudnoća traje od 15 do 16 mjeseci. Koti se jedno mladunče, teško oko 35 do 60 kilograma koje je spremno pratiti majku već nakon tri dana. S dvije godine je u potpunosti odgojeno. Majka i mladunče ostaju zajedno 2-3 godine dok se ne rodi sljedeća beba; mlade ženke mogu i duže ostati uz majku formirajući omanje grupe. Mladunčad predstavlja metu za hijene i lavove. Spolna zrelost kod ženki se dostiže s 5 do 7, a kod mužjaka sa 7 do 8 godina.
Očekivani životni vijek u divljini iznosi od 35 do 70 godina.

## Ugroženost i zaštita
Većim dijelom 20. stoljeća crni nosorog je bio najrasprostranjenija vrsta nosoroga. Oko 1900. godine pretpostavlja se da je živjelo nekoliko stotina tisuća ovih nosoroga u Africi. Tijekom kasnih godina druge polovice 20. stoljeća njihov broj je ozbiljno pao na procjenjenih 70 000, u kasnim 60-tim na svega 10 000 do 15 000 1981. godine. U ranim 90-tim, broj crnih nosoroga se sveo na tek 2 500. Prema procjenama Svjetske fondacije za zaštitu nosoroga (IRF) cjelokupna afrička populacija se od 90-tih godina malo poboljšala brojeći 3 610 nosoroga 2003. godine. U ožujku 2020. IUCN objavljuje da je, zahvaljujući konzervacijskom trudu, populacija crnog nosoroga u blagom porastu te da je broj jedinki u divljini porastao s 4 845 u 2012. godini na 5 630 u 2018. godini.
Crni nosorog je doveden na sam rub istrjebljenja zbog gubitka staništa i ilegalnog lova zbog roga. Rog se koristi u tradicijskoj kineskoj medicini jer, prema riječima travara, vjeruje se da ima iscjeliteljsko djelovanje, vraća u život osobe u nesvjestici i pomaže u liječenju groznice. Također, kažu da 16 do 18 kilograma težak, jedan rog je dovoljan za tridesetak grama lijeka kako bi se izliječilo stotine ljudi.